# أميرة العرب (فلم)
فيلم أميرة العرب هو فيلم من بطولة وردة الجزائرية و إخراج نيازى مصطفى صدر سنة 1963 .